# Chrysoperla sola
Chrysoperla sola är en insektsart som beskrevs av X.-k. Yang och C.-k. Yang 1992. Chrysoperla sola ingår i släktet Chrysoperla och familjen guldögonsländor. Inga underarter finns listade i Catalogue of Life.